# Marias (rivière)
Pour les articles homonymes, voir Marrias.
La rivière Marias est un affluent de la rivière Missouri, et donc un sous-affluent du Mississippi, d'une longueur d'environ 338 km.

## Géographie
Elle se forme dans la réserve indienne des Pieds-Noirs dans le comté de Glacier (État du Montana) par la réunion des ruisseaux de Cut Bank Creek et Two Medicine River. 

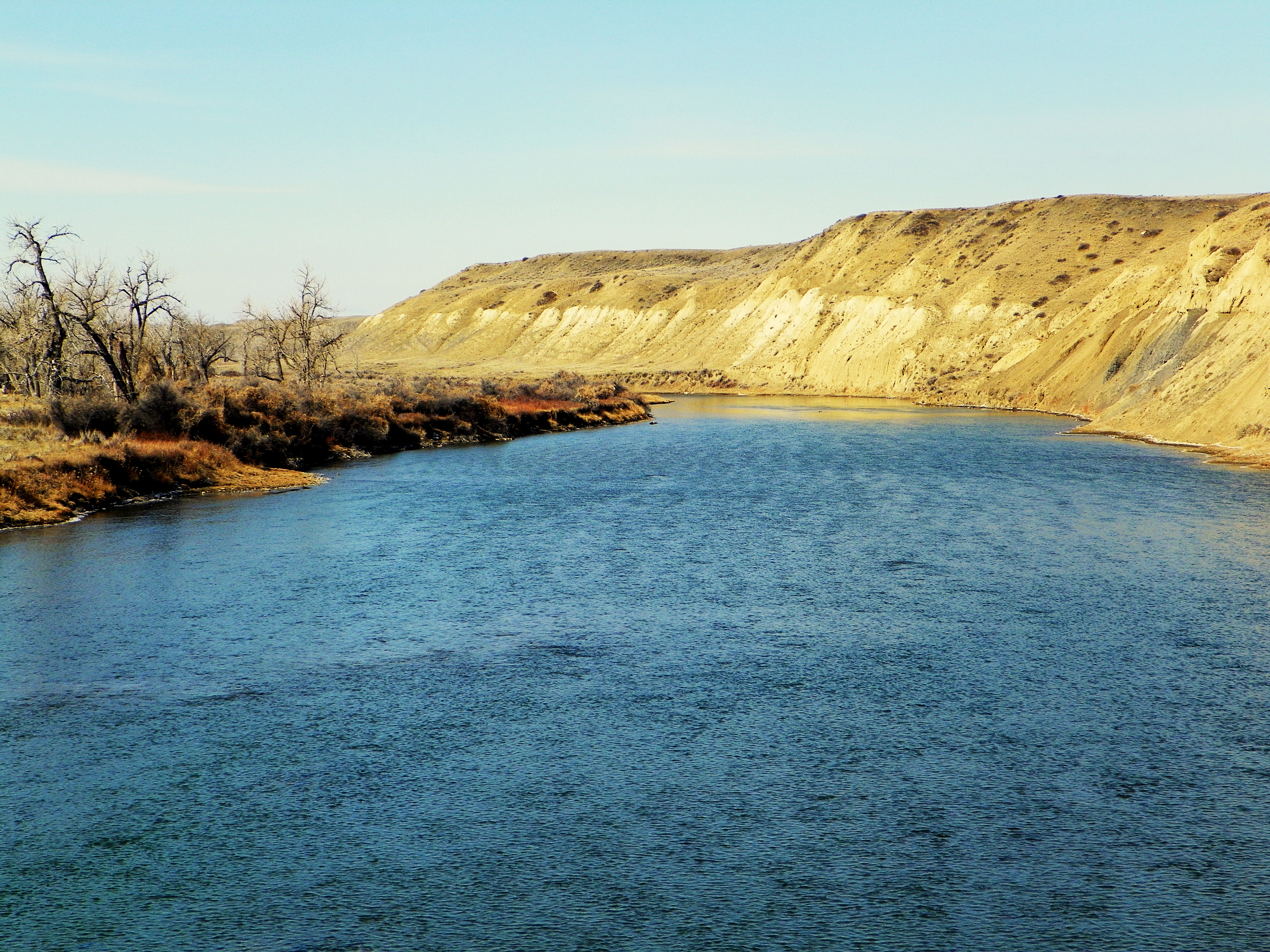
La rivière Maria après Tiber Dam

La rivière s’écoule vers l’est, passe dans le lac Elwell formé par le barrage de Tiber, part ensuite vers le sud-est où elle reçoit les eaux de la rivière Teton, au niveau de Loma, avant de rejoindre la rivière Missouri 3 km plus loin.
La rivière fut explorée en 1805 par l’expédition Lewis et Clark et fut nommé par Meriwether Lewis, en hommage à son cousin nommé Maria Wood.

## Histoire
En 1870, la rivière fut le théâtre du massacre de la Marias, un massacre d’indiens Pikunis orchestré par les forces armées américaines.

## Représentation dans les arts
Elle a été représentée par une lithographie de John Mix Stanley en 1856.